# Clive Barker’s Jericho
A Clive Barker’s Jericho egy természetfeletti, horror témát feldolgozó, első személyű lövöldözős (FPS) videójáték, melynek történetét a híres horror író, Clive Barker írta. A játékot eddig 3 platformra készítették el: személyi számítógépre (PC), PS3-ra és Xbox 360-ra. A PC-s demót 2007. szeptember 26-án adták ki.

## A történet
Ősi, apokrif írások szerint az Isten, mielőtt megteremtette az első embert, a saját képére formált egy lényt, amelyet nagyon kreatívan elsőszülöttnek nevezett el. Ő volt az egyetlen lény a Földön, nem volt ő se férfi, sem pedig nő, gonosz sem és jó sem, de mégis gyönyörű és rettenetes egyben. Istent annyira elkeserítette az, amit teremtett, hogy örökre száműzte az elsőszülöttet Abyssbe, hogy mindvégig legyen elfeledve, elhagyatva és éljen szeretet nélkül.  A teremtő, tanulva hibájából, újra munkához látott és megteremtette az embert, Ádámot és Évát, de ezúttal megajándékozta őket két nemmel, érzésekkel, szeretettel, és gondolatokkal.
Az Elsőszülött nem igazán örült annak, hogy emberek éldegélnek a Földön, míg ő a föld alatt raboskodik, ezért bizonyos időnként megpróbált betörni a Földre, az emberek világába. Minden alkalommal visszavitt egy darabot a világból, hogy azt hozzáadja az ő birtokához, de eddig minden alkalommal vissza lett küldve Abyssbe. Bizonyos korok és helyek rétegeket képeznek e birtok körül, és ezek a rétegek Al Khali városával lesznek ehhez a világhoz kapcsolva. Mindegyik réteg a történelem egy-egy darabját ragadja meg, az ókori sumeroktól egészen a második világháborúig. De az idő múlásával Al Khali elfelejtődött, majd végül nagy részét betemette a homok.
Az Okkult Hadviselési Osztály (O.H.O.) 1930-ban alapult, azzal a céllal, hogy legyőzzenek minden természetfeletti, megmagyarázhatatlan lényt, ezzel megmentve az emberiséget. Egy másik célja az volt, hogy találkozzon a náci Németország saját paranormális fejlesztéseivel. Az O.H.O. egyik legkiválóbb tagját, Arnold Leach-et 1962-ben toborozták.  De végül gátlástalan viselkedése és szokásai miatt kirúgták a csapatból, majd többször is meg akarták gyilkolni, de valahogy mindig túlélte.
A Jericho csapatot ezúttal azért küldték Al Khaliba, hogy megakadályozzák Leach azon tervét, hogy rést nyisson Abyssba, ezzel újból rászabadítva az Elsőszülöttet az emberekre.

## A Jericho csapat
Devin Ross kapitány
Ross kapitány már számos sikeres küldetéssel büszkélkedhet Afganisztánban és Irakban, mielőtt előléptették volna az Okkult Hadviselés Osztály élére. Kezdetben egyáltalán nem hitt a paranormális jelenségek létezésében. Ez addig volt így, míg saját lappangó paranormális képességei elő nem bukkantak egy szerencsétlen rajtaütés során. Az O.H.O. ezután a küldetés után azonnal áthelyezte őt a Jericho csapatba.
Ross egy gyógyító, de képességével csupán másokat gyógyíthat, önmagát nem. Ideális csapatvezető. Olykor megérzi mások érzéseit, helyzetét, ha segítségre van szüksége valakinek, ösztönösen tudja, mit kell tennie.
Szinkronszínész: Steven Blum
Abigail Black hadnagy
Black hadnagy telekinetikusan képes tárgyakat mozgatni, a repülő golyótól egészen az álló tankig, addig, amíg látja a célpontot. Így képes saját lövedékeit is irányítani kilövés után. Egyetlen töltény akár több ellenfelet is eltalálhat, de minél nagyobb erőt fejt ki, annál jobban elgyengül. A képessége elszívja életerejét, szélsőséges esetekben orrából, füléből és szájából is csorog a vér.
Szinkronszínész: Cindy Robinson
Frank Delgado őrmester
Frank Delgado őrmester egy lángidéző, amit a saját nyelvén úgy illetnek, hogy „ő, ki beszél a lángokkal”. Delgado esetében a láng, akihez beszél, egy élő tűz entitás, aki Frank szerint Ababinili, egy csikaszó láng-szellem. Mikor először megidézte a szellemet, Frank felajánlotta neki a jobb karját áldozatként az együttműködésért cserébe, amit a szellem elfogadott. A lény most parazitaként él Delgado karján, amit egy fém ingujj fed. Harcban, mikor kiengedi a fém ingujjból Ababinilit, a szellem azonnal pusztításba kezd, még mielőtt visszazárnák tárolójába. Szabadjára engedve a Ababinili Delgado parancsainak engedelmeskedik, és ezáltal hatásos fegyverré válik.
A láng szellemnek hús- és vérgazdára van szüksége és ezekkel Delgado táplálja őt. Sok más élősködőhöz lépest a tűzszellem sem akarja annyira bosszantani hordozóját, hogy az meg akarjon szabadulni tőle, ezért jóindulatúan elnyomja Delgado égési sebeinek fájdalmát, mikor el van zárva. Ám mikor csatában előhívják, a fájdalom őrjítő erővel tér vissza.
Szinkronszínész: Armando Valdes-Kennedy
Wilhelmina „Billie” Church őrmester
Billie hatásos bűvköröket tud létrehozni rituális rajzolatokkal és szigillumokkal, amiket a saját vérével rajzol fel. A rituálé és a fájdalom fókuszálja Church akaratát, és megcsapol benne valamit, amiről még az O.H.O. sem tudja pontosan, hogy mi lehet.
Church nem hisz a lőfegyverekben, annak ellenére, hogy a hadsereg megköveteli tőle legalább egy géppisztoly használatát. Billie határozottan halálos vágó fegyverekkel, amennyiben sikerül közelharcba kerülnie ellenségével.
Szinkronszínész: Kate Higgins
Xavier Jones kapitány
Jones egy látnok. Ez a képesség rövid, ám annál hátborzongatóbb idő erejéig engedi neki a múlt és a jövő látását. Képes olyan paranormális dolgok észlelésére, amit mások nem látnak. Ezen kívül más lények elméje fölött is képes átvenni a hatalmat néhány percig.
Jones inkább könyvmoly, mint harcos. Egy évvel ezelőtt még aktakukac volt az O.H.O.-nál, mielőtt barátja, Ross meg nem győzte, hogy csatlakozzon a harci alakulathoz. Egyértelműen Jones a csapat legokosabb tagja. Több naplót is vezet, térképeket, iratokat és jövendőmondó kellékeket visz magával a bevetésekre.
Szinkronszínész: Jamieson Price
Simon Cole tizedes
Cole képességeit egyedül az eszével használja. Nincsenek pszichikus képességei, eltekintve a hihetetlen intellektusától, amivel rémisztően komplex matematikai feladatokat képes fejben megoldani. Egy hordozható számítógép, mozdulatolvasó beviteli és HUD interfésszel segít neki az általa kabalisztikus és káosz matematikai parancsok lefuttatásában, amik egészen mély hatást gyakorolnak a valóságra. Cole programozó és numerológus is egyben.
Szinkronszínész: Michele Specht
Paul Rawlings atya
Ő a Jericho osztag legidősebb tagja, valamint az egyetlen a csapatban, aki katonai karrierjét káplánként kezdte. Rawlings ereje a föld minden pontjáról gyűjtött mágiarendszer tanulmányozásából, valamint tiszta hitéből ered. Két lábon járó enciklopédia, ha rosszindulatú szellemekről, vagy veszélyes paranormális jelenségekről van szó. A reverenda ellenére Rawlings harcedzett katona, akinek nem kevés vietnámi és iraki küldetés van a háta mögött.
Leginkább két egyedi automata pisztollyal harcol, melyeket Hit és Sors névre keresztelt, és saját talizmánjaival látta el őket. Ő is meg tudja gyógyítani a csapat elesett tagjait, akárcsak Ross kapitány.
Szinkronszínész:  James Horan

## A játék
A Clive Barker's Jericho egy horror-FPS játék, akcióelemekkel dúsítva. Itt a horror hangulatot nem ijesztgetéssel próbálják elérni, hanem egy nagyon undorító, groteszk, egészében félelmetes képi világgal és a folyamatos nyomasztó hangulattal. Undorítóbbnál undorítóbb lényekkel találkozunk, lesznek pályák, amikor koponyákon, szervek és vér keverékén fogunk járkálni. Nincs olyan ember, kinek gyomrát ne tudná kifordítani néhány ilyen képkocka. A grafika nagyon érzékletes, így ez is nagy mértékben javítja a hangulatot. A másik nagy erőssége a játéknak a zene.
A történet viszonylag egyszerű, egy eseményszálon futó és eléggé lineáris. De egy hasonló játék esetében nem is igazán a történeten van a hangsúly, így a Jericho története pont jó. A program legnagyobb hibája a rövidsége, és az, hogy ezalatt a kis játékidő alatt is könnyen bele lehet unni. Egy ideig nagyon jó szórakozást nyújt kipróbálni magunkat az összes csapattaggal, kipróbálni a fegyvereket, vagy csak hallgatni a szereplők néha vicces beköpéseit. De ez az első 4 óra játék után már nem tud sok újdonságot nyújtani. A szörnyek is csak külalakban változnak, nagyon ritkán találkozunk egy-egy keményebb ellenféllel (játékos szakzsargonban „boss”-szal).
Külön dicséret jár a szinkronszínészeknek, minden szereplő szinkronja zseniális.

## Rétegek (korok és helyszínek)
- Al-Khali, jelen. - Egy ősi, közel-keleti város romjai.
- II. világháború, Kr.u. 1942 – A várost már elpusztították a háború, és az ott folyó illegális, náci tevékenységek miatt. A Jericho csapat itt küzd meg majd Lichthammerrel, a német démoni erő vezetőjével.
- Keresztes hadjáratok, Kr.u. 1213 - Arábia.
- Ókori Róma, Kr.u. 38 - A római időkben Al-Khali volt Cassus Vicus kormányzó birtoka. Vicust, a hírhedt elhízott és perverz kannibált Caligula űzte ki Rómából.
- Sumer birodalom, Kr.e. 3000 - Mezopotámia.

## Egyéb
A játékhoz 2010-ig egyetlen nagyobb rajongói oldal készült el. Itt részletes leírást találunk a szereplőkről, az íróról és a demóról. A downloads fülre kattintva letölthetjük a Clive Barker's Jericho próbaverzióját, a játékban szereplő összes zenét, a szereplők adatlapjait, írásokat a pályákról, művészi munkákat, valamint a játékban megszerezhető achievment-ek listáját is.
A hivatalos oldalról letölthetünk egyedi háttérképeket és játékképeket is.
Sem javítást, sem pedig magyar nyelvű rajongói oldalt nem készítettek a programhoz.